# لانگپورت
latitudeلانگپورتlongitudeلانگپورت
لانگپورت (به انگلیسی: Langport) یک شهرک در بریتانیا است که در انگلستان واقع شده‌است.

## خصوصیات
لانگپورت ۱٬۰۸۱ نفر جمعیت دارد.